# Management
Management (Brasil: O Amor Pede Passagem / Portugal: Como Gerir o Amor) é um filme de comédia romântica e comédia dramática estrelado por Jennifer Aniston e Steve Zahn lançado no Festival Internacional de Cinema de Toronto em 2008 e nos Estados Unidos em 2009.

## Sinopse
Uma vendedora de arte itinerante se relaciona com um gerente de motel que se apaixona por ela e não a deixa em paz.

## Elenco

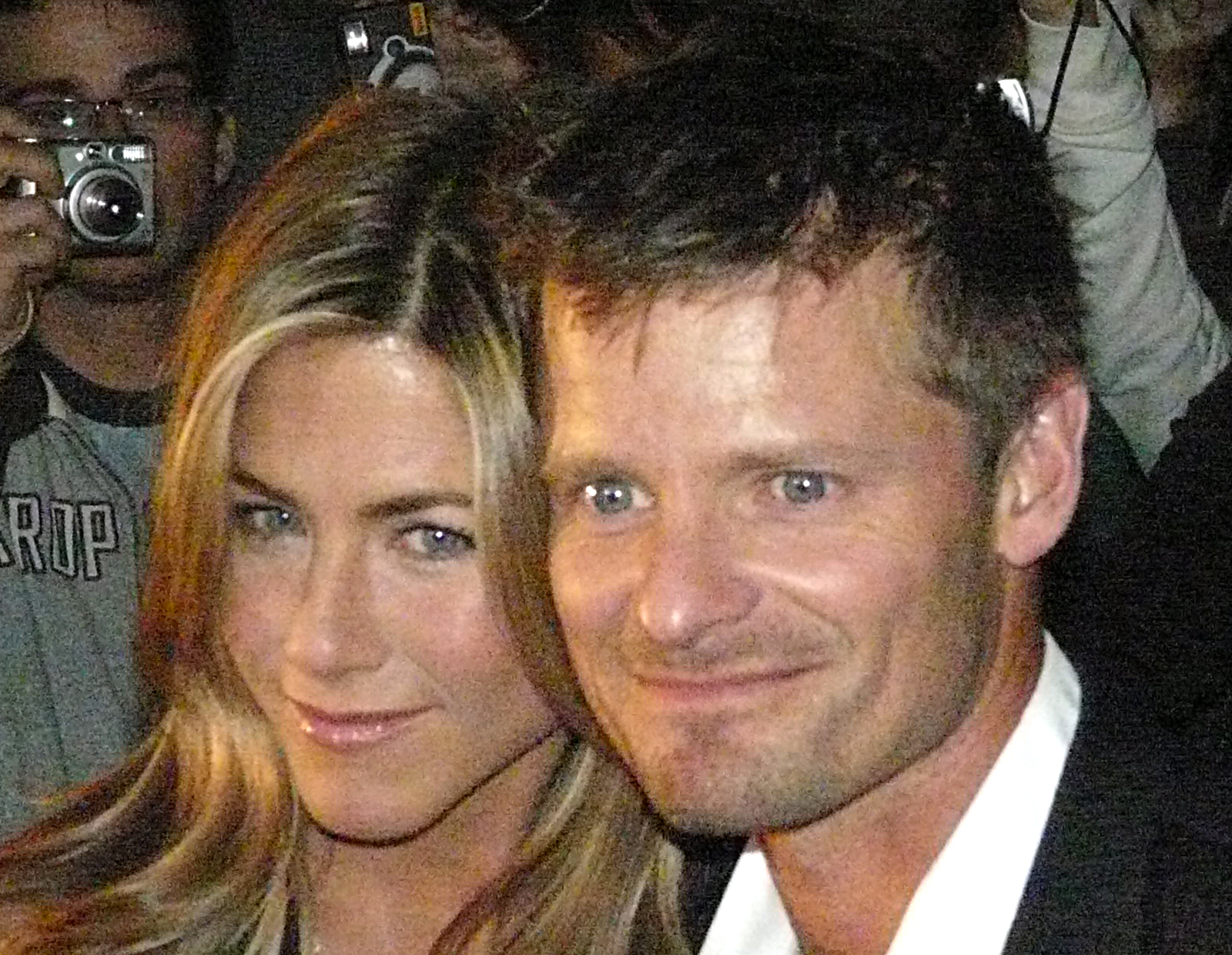
Jennifer Aniston e Steve Zahn na premiere do filme no Festival de Toronto.

- Jennifer Aniston como Sue Claussen[3]
- Steve Zahn como Mike Flux[3]
- Woody Harrelson como Jango
- Fred Ward como Jerry Flux
- Margo Martindale como Trish Flux
- James Hiroyuki Liao como Al
- Josh Lucas como Barry

## Filmagem
Embora situado em Kingman, Arizona, Maryland, e Washington, as filmagens ocorreram inteiramente no Oregon em 2007. de Sonny’s Motel em Madras, Oregon, serviu em Kingman Motor Inn, enquanto Portland, Oregon entrou em cena para Baltimore. Em vez de Aberdeen, Washington, tanto Oregon City e West Linn foram usados para representar a cidade natal de Kurt Cobain. Mesmo as imagens mostrando o personagem de Zahn fazendo condução cross-country do Arizona para Maryland foi tudo filmado em Oregon.

## Recepção
No site agregador de críticas Rotten Tomatoes, 46% das  resenhas dos críticos são positivas. O consenso diz que o filme "alavanca muitas performances sedutoras de Steve Zahn e Jennifer Aniston [mas] não pode reviver esse romance perseguidor docemente equivocada". O Metacritic, que usa uma média ponderada, atribuiu ao filme uma pontuação de 50 em 100, baseado em 26 críticos, indicando críticas "mistas ou médias".